# George Meredith
George Meredith (Portsmouth, 12 februari 1828 – Box Hill, 18 mei 1909) was een Engelse romanschrijver en dichter in de victoriaanse tijd.

## Levensloop
Meredith werd geboren als zoon van een kleermaker die uniformen maakte voor de Britse marine. Hoewel de stamboom nooit grondig is uitgezocht, kwam de familie Meredith waarschijnlijk oorspronkelijk uit Wales. Toen Meredith vijf jaar oud was, stierf zijn moeder. Op veertienjarige leeftijd werd hij naar een school van de herrnhutters in Neuwied (Duitsland) gestuurd. Daar bleef hij twee jaar. Terug in Engeland, studeerde hij rechten. Hij liet zich inschrijven als procureur, maar verruilde dat beroep voor dat van journalist na zijn huwelijk met Mary Ellen Nicolls in 1849. Nicolls was weduwe en een dochter van de schrijver Thomas Love Peacock. George was 21 jaar, zij 30.
In 1858 verliet zijn vrouw hem voor de schilder Henry Wallis (1830-1916). Drie jaar later overleed ze. Meredith verwerkte zijn ervaringen in zijn sonnettenkrans Modern Love (1862).
In 1864 hertrouwde hij met Marie Vulliamy. Het echtpaar vestigde zich in Box Hill (Surrey). Meredith was inmiddels romans gaan schrijven en deed nauwelijks meer journalistiek werk. Omdat hij van de opbrengst van zijn romans niet kon leven, trad hij op als adviseur van uitgeverij Chapman and Hall. Hij beoordeelde manuscripten en adviseerde om ze al dan niet uit te geven. Zo werd hij een belangrijk man in de Engelse literaire wereld. Hij raakte bevriend met collega-schrijvers als Dante Gabriel Rossetti, Algernon Charles Swinburne, Robert Louis Stevenson, George Gissing en Maarten Maartens. 
Sir Arthur Conan Doyle maakt in het verhaal The Boscombe Valley Mystery een insidersgrapje, als hij Sherlock Holmes tegen Dr. Watson laat zeggen: ‘And now let us talk about George Meredith, if you please, and we shall leave all minor matters until to-morrow’ (‘En laten we het nu gaan hebben over George Meredith, alstublieft, en alle minder belangrijke dingen laten liggen tot morgen’). 

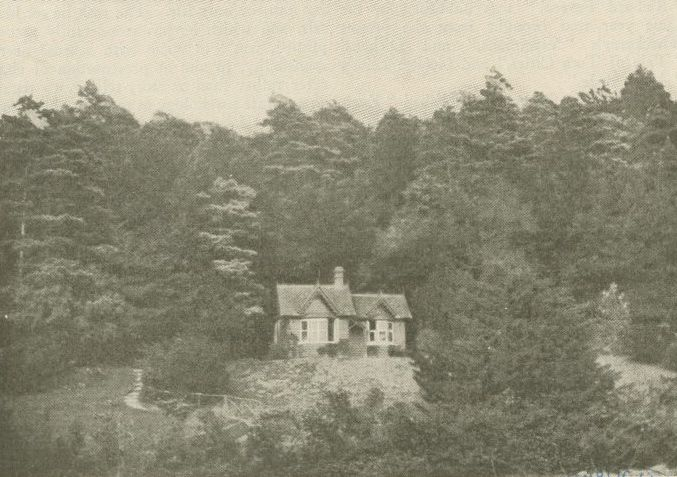
Het huis van George Meredith in Box Hill; hier schreef hij een groot deel van zijn oeuvre

Als schrijver werd hij aanvankelijk verguisd (zie "Schrijversloopbaan" hieronder), maar hij stierf als een alom bekend en gerespecteerd man in zijn huis in Box Hill op 18 mei 1909.

## Schrijversloopbaan
Meredith debuteerde met gedichten in verschillende tijdschriften. In 1851 publiceerde hij zijn eerste dichtbundel, Poems. Gedurende zijn hele carrière bleef hij gedichten schrijven. De meeste gedichten zijn natuurbeschrijvingen.
In 1856 maakte hij zijn debuut als prozaschrijver met de oosterse fabel The Shaving of Shagpat. De romans die volgden, waren lang niet allemaal naar de smaak van het publiek.
Een thema dat bij Meredith steeds terugkeert, is de ondergeschikte positie van de vrouw in de victoriaanse maatschappij. Veel van zijn heldinnen, zoals Rhoda Fleming in de gelijknamige roman en Diana Warwick in Diana of the Crossways, rebelleren tegen het traditionele rolpatroon dat hun wordt opgedrongen.
Een ander thema dat we bij Meredith regelmatig terugvinden, is de relatie tussen een oudere vrouw en een jonge man. Merediths fascinatie met dit thema vond waarschijnlijk zijn oorsprong in zijn eerste huwelijk. Victor Radnor, de hoofdpersoon van One of Our Conquerors (1891), leeft samen met Nataly Dreighton zonder met haar getrouwd te zijn. Ze hebben ook een dochter, Nesta. Een huwelijk is uitgesloten, omdat Mrs. Burman, Victors veel oudere echtgenote, om religieuze redenen niet wil scheiden.
Richard Feverel, de hoofdpersoon van The Ordeal of Richard Feverel (1859), wordt verleid door de oudere Bella Mound. Deze scène, die des te harder aankwam omdat Richard Feverel getrouwd was met de charmante Lucy Desborough, veroorzaakte een groot schandaal in de Victoriaanse wereld. Zoals veel victoriaanse boeken werd The Ordeal of Richard Feverel eerst in afleveringen en daarna pas in boekvorm gepubliceerd. Na deze aflevering verkochten de volgende afleveringen nauwelijks meer. Een uitleenbibliotheek die 300 exemplaren van het boek vooruit had besteld, annuleerde zijn order na het verschijnen van deze aflevering. 
Het duurde lang voor het publiek Meredith vergeven had. Ook zijn volgende boeken verkochten slecht. De enige uitzondering was Diana of the Crossways (1885), zijn enige ‘bestseller’, dit ondanks het feit dat overspel een belangrijk thema in dit boek is. Sindsdien groeide langzamerhand de waardering voor Meredith. In 1892 volgde hij Alfred Tennyson op als voorzitter van de Society of Authors. In 1905 kende Koning Eduard VII hem de Order of Merit van het Verenigd Koninkrijk toe.
Meredith had het schandaal met The Ordeal of Richard Feverel nog vers in het geheugen, toen in 1868 de jonge auteur Thomas Hardy zich bij hem meldde met zijn eerste roman The Poor Man and the Lady. Het boek was zo cynisch dat Meredith Hardy aanraadde het niet te publiceren, maar een ander boek te schrijven zonder maatschappijkritiek en met een duidelijker intrige. Hardy legde het boek aan een paar andere uitgevers voor, maar, zoals Meredith al voorzag, geen enkele uitgever wilde het hebben. Uiteindelijk volgde Hardy Merediths raad op en schreef een andere roman. Later vernietigde hij het manuscript van The Poor Man and the Lady.
Een bijzondere plaats in het oeuvre van Meredith neemt zijn Essay on Comedy (1877) in. Het boekje (103 pagina’s in de verzamelde werken die in het begin van de 20e eeuw door Constable & Co. op de markt werden gebracht) wordt vaak aangehaald in artikelen over het wezen van de komedie of van het komische.

### Essays
- Essay on Comedy (1877)

### Romans
- The Shaving of Shagpat (1856)
- Farina (1857)
- The Ordeal of Richard Feverel (1859)
- Evan Harrington (1861)
- Emilia in England (1864), in 1887 opnieuw uitgebracht als Sandra Belloni
- Rhoda Fleming (1865)
- Vittoria (1867)
- The Adventures of Harry Richmond (1871)
- Beauchamp's Career (1875)
- The House on the Beach (1877)
- The Case of General Ople and Lady Camper (1877)
- The Tale of Chloe (1879)
- The Egoist (1879)
- The Tragic Comedians (1880)
- Diana of the Crossways (1885)
- One of our Conquerors (1891)
- Lord Ormont and his Aminta (1894)
- The Amazing Marriage (1895)
- Celt and Saxon (1910)

### Poëzie
- Poems (1851)
- Modern Love (1862)
- Poems and Lyrics of the Joy of Earth (1883)
- The Woods of Westermain (1883)
- A Faith on Trial (1885)
- Ballads and Poems of Tragic Life (1887)
- A Reading of Earth (1888)
- The Empty Purse (1892)
- Odes in Contribution to the Song of French History (1898)
- A Reading of Life (1901)
- Last Poems (1909)